# Công ước quốc tế về an toàn sinh mạng con người trên biển
Công ước quốc tế về an toàn cuộc sống trên biển (SOLAS) là một hiệp ước hàng hải quốc tế đặt ra các tiêu chuẩn an toàn tối thiểu trong việc xây dựng, trang bị và vận hành tàu buôn. Công ước yêu cầu các quốc gia cờ ký để đảm bảo rằng các tàu được gắn cờ của họ tuân thủ ít nhất các tiêu chuẩn này.
Phiên bản hiện tại của SOLAS là phiên bản năm 1974, được gọi là SOLAS 1974, bắt đầu có hiệu lực vào ngày 25 tháng 5 năm 1980. Tính đến tháng 11 năm 2018, SOLAS 1974 đã có 164 quốc gia ký kết,  đánh dấu khoảng 99% tàu buôn trên toàn thế giới về tổng trọng tải. 
SOLAS trong các hình thức kế tiếp của nó thường được coi là quan trọng nhất trong tất cả các điều ước quốc tế liên quan đến sự an toàn của tàu buôn.

## Quốc gia ký kết
Vào tháng 3 năm 2016, SOLAS 1974 có 162 quốc gia ký kết, đánh dấu khoảng 99% tàu buôn trên toàn thế giới về tổng trọng tải. Kể từ năm 2015, các bên không tham gia SOLAS 1974 bao gồm Bolivia, Lebanon và Sri Lanka, tất cả đều được coi là cờ của các quốc gia thuận tiện.

## Quy định
SOLAS 1974 yêu cầu các quốc gia treo cờ để đảm bảo rằng các tàu được gắn cờ tuân theo các tiêu chuẩn an toàn tối thiểu trong việc xây dựng, trang thiết bị và vận hành tàu buôn. Hiệp ước bao gồm các bài viết đặt ra các nghĩa vụ chung, v.v., tiếp theo là một phần phụ được chia thành mười hai chương, hai chương mới đã được thêm vào năm 2016 và 2017. Trong số này, chương năm (thường được gọi là 'SOLAS V') là chương duy nhất áp dụng cho tất cả các tàu trên biển, bao gồm cả du thuyền tư nhân và tàu nhỏ trong các chuyến đi địa phương cũng như các tàu thương mại trên các tuyến quốc tế. Nhiều quốc gia đã biến những yêu cầu quốc tế này thành luật pháp quốc gia để bất kỳ ai trên biển vi phạm các yêu cầu của SOLAS V đều có thể phải tuân theo các thủ tục tố tụng. 